# West Burlington (Iowa)
West Burlington – miasto w Stanach Zjednoczonych, w stanie Iowa, w hrabstwie Des Moines. W 2000 liczyło 3161 mieszkańców.